# Les Pommes jaunes et rouges
Les Pommes jaunes et rouges est un tableau réalisé en 1920 par le peintre français Pierre Bonnard. De format horizontal, cette huile sur toile est une nature morte qui représente une nappe vichy sur laquelle sont posés un plat contenant dix pommes ainsi que trois autres récipients. L'œuvre est conservée à la Fondation Bemberg, un établissement muséal toulousain constitué autour de l'ancienne collection privée de Georges Bemberg, lequel tenait parmi toutes ses peintures celle-ci pour sa préférée.